# Yūji Ōno
Yūji Ōno (大野 雄二?, Ōno Yūji; Atami, 30 maggio 1941) è un musicista, compositore e pianista giapponese jazz.
È noto per aver composto la maggior parte delle musiche degli anime dedicati a Lupin III a partire dal 1969.

## Discografia
- 1978 – Lupin the Third Original Soundtrack
- 1979 – Lupin the Third: The Castle of Cagliostro Original Soundtrack
- 1985 – Lupin the Third: Legend of the Gold of Babylon Original Soundtrack
- 1987 – Lupin the Third: The Fuma Conspiracy Original Soundtrack
- 1989 – Lupin the Third: Bye Bye Liberty Crisis Original Soundtrack
- 1990 – Lupin the Third: The Hemingway Papers Original Soundtrack
- 1991 – Lupin the Third: Steal Napoleon’s Dictionary! Original Soundtrack
- 1992 – Lupin the Third: From Russia with Love Original Soundtrack
- 1993 – Lupin the Third: Voyage to Danger Original Soundtrack
- 1994 – Lupin the Third: Burn, Zantetsuken! Original Soundtrack
- 1995 – Lupin the Third: Farewell to Nostradamus Original Soundtrack
- 1996 – Lupin the Third: Dead or Alive Original Soundtrack
- 1997 – Lupin the Third: Walther P38 Original Soundtrack
- 1998 – Isn’t It Lupintic?
- 1998 – Lupin the Third: Memories of Blaze Original Soundtrack
- 1999 – ルパン三世 愛のダ・カーポ～FUJIKO’S Unlucky Days～
- 1999 – Lupin the Third: The Columbus Files Original Soundtrack
- 2000 – ルパン三世 1＄マネーウォーズ オリジナル・サウンドトラック
- 2000 – Isn’t It more Lupintic?
- 2000 – LUPIN THE THIRD「JAZZ」the 2nd
- 2000 – LUPIN THE THIRD「JAZZ」
- 2001 – LUPIN THE THIRD「JAZZ」Another“JAZZ”
- 2001 – LUPIN THE THIRD「JAZZ」Bossa＆Fusion
- 2001 – ルパン三世 アルカトラズコネクション オリジナル・サウンドトラック
- 2001 – WHAT’S THE WORRY?
- 2001 – LUPIN THE THIRD「JAZZ」THE 3RD Funky＆Pop
- 2002 – LUPIN THE THIRD「JAZZ」“CHRISTMAS”
- 2002 – LUPIN TROIS par Yuji Ohno et Kahimi Karie!!!
- 2002 – LUPIN THE THIRD「JAZZ」PLAYS THE“STANDARDS”
- 2002 – 「ルパン三世 生きていた魔術師」オリジナル・サウンドトラック
- 2002 – ルパン三世 魔術王の遺産
- 2002 – ルパン三世 EPISODE：0 ファーストコンタクト
- 2003 – LUPIN THE THIRD「JAZZ」PLAYS THE“STANDARDS”＆OTHERS
- 2003 – 「ルパン三世 お宝返却大作戦！」オリジナル･サウンドトラック
- 2004 – LUPIN THE THIRD「JAZZ」Cool For Joy
- 2004 – 洒落たナイト・スティーミンならルパンにおまかせ「Night Steamin’ Lupin」ナイト・スティーミン
- 2004 – ルパンと一緒にカフェ・リラクシン「Cafe Relaxin’ Lupin」カフェ・リラクシン
- 2004 – ルパン・サウンドでドライブ・グルーヴィン「Drive Groovin’ Lupin」ドライブ・グルーヴィン
- 2004 – 「盗まれたルパン-コピーキャットは真夏の蝶-」オリジナル・サウンドトラック
- 2004 – NHK「小さな旅」TOKYO CITY LIGHTS
- 2005 – LUPIN THE THIRD「JAZZ」the 10th ～New Flight～
- 2005 – 「天使の策略～夢のカケラは殺しの香り～」オリジナル・サウンドトラック
- 2005 – -Made In Y.O.-（2枚組）
- 2006 – THE BEST COMPILATION of LUPIN THE THIRD『LUPIN! LUPIN!! LUPIN!!!』
- 2006 – プレイステーション2用ソフト『ルパン三世～ルパンには死を、銭形には恋を～』オリジナル・サウンドトラック
- 2006 – 「セブンデイズ ラプソディ」オリジナル・サウンドトラック
- 2007 – 「ルパン三世のテーマ」30周年コンサートDVD『LUPIN! LUPIN!! LUPIN!!!』
- 2007 – LUPIN THE THIRD「JAZZ」～What’s Going On～
- 2007 – THE BEST COMPILATION of LUPIN THE THIRD『DIVA FROM LUPIN THE THIRD』
- 2007 – MEMORIAL SOUND TRACK of LUPIN THE THIRD『霧のエリューシヴ』
- 2008 – sweet lost night
- 2008 – LUPIN THE THIRD “GREEN vs RED”
- 2009 – 『Feelin’ Good』
- 2009 – LUPIN THE THIRD “JAZZ”「FOR LOVERS ONLY」
- 2010 – LUPIN THE THIRD Last Job
- 2010 – Y.O. Connection
- 2011 – Eternal Mermaid
- 2011 – 『LET’S DANCE』
- 2012 – ルパン三世 東方見聞録～アナザーページ～ オリジナル・サウンドトラック「Another Page」
- 2012 – ルパン三世アニメ化40周年記念 ベスト盤3枚組CD 「BOSS ANIME～ MORE LUPIN! LUPIN!! LUPIN!!! ～」
- 2012 – 「BOSS PIANO」
- 2013 – ルパン三世vs名探偵コナン THE MOVIE オリジナル・サウンドトラック
- 2013 – PRINCESS OF THE BREEZE
- 2014 – 『BUONO!! BUONO!!』
- 2014 – LUPIN THE THIRD「JAZZ」シリーズ・ベストアルバム LUPIN THE BEST“JAZZ”
- 2014 – UP↑ with Yuji Ohno ＆ Lupintic Five
- 2015 – 『Yuji Ohno ＆ Lupintic BEST』
- 2015 – ルパン三世 PARTⅣ オリジナル・サウンドトラック～ITALIANO
- 2016 – 『introducing Fujikochans with Yuji Ohno ＆ Friends』
- 2016 – 『YEAH!! YEAH!!』
- 2016 – ルパン三世 PART IV オリジナル・サウンドトラック～MORE ITALIANO
- 2017 – THE BEST COMPILATION of LUPIN THE THIRD『LUPIN! LUPIN!! LUPINISSIMO!!!』
- 2017 – 『LET’S FALL IN JAZZ』
- 2017 – 『RED ROSES FOR THE KILLER』
- 2018 – ルパン三世 PART５ オリジナル・サウンドトラック『THE OTHER SIDE OF LUPIN THE THIRD PART V～FRENCH』
- 2018 – ルパン三世 PART５ オリジナル・サウンドトラック『LUPIN THE THIRD PART V～SI BON ! SI BON !』
- 2019 – 映画「ルパン三世 THE FIRST」オリジナル・サウンドトラック『LUPIN THE THIRD ～THE FIRST～』
- 2019 – 『LUPIN THE THIRD ～PRISON OF THE PAST～』
- 2019 – 『LET’S FALL IN JAZZ AGAIN』
- 2019 – 『LUPIN THE THIRD ～GOODBYE PARTNER～』
- 2021 – ルパン三世 PART6 オリジナル・サウンドトラック1 『LUPIN THE THIRD PART6～LONDON』
- 2022 – LUPIN THE THIRD JAZZ at ブルーノート東京 2022.2.26（LP2枚組）
- 2022 – 大野雄二ベスト・ヒット・ライブ ～ルパンミュージックの原点～ at 東京国際フォーラム ホールA 2022.1.28（LP2枚組）
- 2022 – ルパン三世 PART6 オリジナル・サウンドトラック2 『LUPIN THE THIRD PART6～WOMAN』
- 2023 – アニメ『ルパン三世VSキャッツ・アイ』オリジナル・サウンドトラック